# Desfiladeros Del Río Jalón
Desfiladeros Del Río Jalón este o arie protejată (arie de protecție specială avifaunistică — SPA) din Spania întinsă pe o suprafață de 22.679,17 ha, integral pe uscat.

## Localizare
Centrul sitului Desfiladeros Del Río Jalón este situat la coordonatele 41°28′09″N 1°30′56″W / 41.4691°N 1.51542°V.

## Înființare
Situl Desfiladeros Del Río Jalón a fost declarat arie de protecție specială avifaunistică în iulie 2001 pentru a proteja 60 de specii de animale.

## Biodiversitate
Situată în ecoregiunea mediteraneană, aria protejată nu include niciun habitat protejat.
La baza desemnării sitului se află mai multe specii protejate de  păsări (60): fluierar de munte (Actitis hypoleucos), ciocârlie-de-câmp (Alauda arvensis), pescăruș albastru (Alcedo atthis), fâsă-de-câmp (Anthus campestris), fâsă de luncă (Anthus pratensis), lăstunul mare (Apus apus), acvilă de munte (Aquila chrysaetos), Aquila fasciata, buha (Bubo bubo), barză neagră (Ciconia nigra), șerpar (Circaetus gallicus), porumbel gulerat (Columba palumbus), prepeliță (Coturnix coturnix), cuc (Cuculus canorus), lăstun de casă (Delichon urbica), măcăleandru (Erithacus rubecula), șoim călător (Falco peregrinus), muscar negru (Ficedula hypoleuca), cinteză (Fringilla coelebs), Galerida theklae, cocor (Grus grus), vulturul pleșuv sur (Gyps fulvus), Hippolais polyglotta, rândunică (Hirundo rustica), capîntortură (Jynx torquilla), sfrâncioc cu cap roșu (Lanius senator), ciocârlie de pădure (Lullula arborea), privighetoare (Luscinia megarhynchos), prigoare (Merops apiaster), gaia neagră (Milvus migrans), mierlă de piatră (Monticola saxatilis), muscar sur (Muscicapa striata), vultur egiptean (Neophron percnopterus), pietrar mediteranean (Oenanthe hispanica), Oenanthe leucura, pietrar sur (Oenanthe oenanthe), grangur (Oriolus oriolus), ciuf-pitic (Otus scops), codroșul de pădure (Phoenicurus phoenicurus), pitulice de munte (Phylloscopus bonelli), pitulice de munte (Phylloscopus collybita), pitulice-fluierătoare (Phylloscopus trochilus), Prunella collaris, brumăriță de pădure (Prunella modularis), Ptyonoprogne rupestris, Pyrrhocorax pyrrhocorax, pițigoi-pungar (Remiz pendulinus), mărăcinar (Saxicola rubetra), turturică (Streptopelia turtur), silvie cu cap negru (Sylvia atricapilla), silvie de zăvoi (Sylvia borin), silvie roșcată (Sylvia cantillans), Sylvia hortensis, silvie de tufiș (Sylvia undata), Tachymarptis melba, fluturașul de stâncă (Tichodroma muraria), sturz-cântător (Turdus philomelos), mierlă gulerată (Turdus torquatus), sturzul de vâsc (Turdus viscivorus), pupăză (Upupa epops).
Pe lângă speciile protejate, pe teritoriul sitului au mai fost identificate 8 specii de plante, 41 de specii de păsări, 3 specii de amfibieni, 3 specii de mamifere, 1 specie de nevertebrate, 4 specii de pești, 2 specii de reptile.